# Cove, Texas
Cove är en ort i Chambers County i Texas.
Samhället hette ursprungligen Winfree's Cove efter bosättaren A.B.J. Winfree. Den första skolan i Cove öppnades 1885 och postkontoret öppnades 1894.